# Врубівська селищна рада (Лутугинський район)
Врубівська селищна рада — колишній орган місцевого самоврядування у ліквідованому Лутугинському районі Луганської області. Адміністративний центр — селище міського типу Врубівський.

## Загальні відомості
Врубівська селищна рада утворена в 1958 році. Ліквідована у 2020 році. Територією ради протікає річка Вільхівка.

## Населені пункти
Селищній раді підпорядковані населені пункти:
- смт Врубівський
- смт Марія
- с-ще Новопавлівка

## Склад ради
Рада складається з 20 депутатів та голови.

### Керівний склад ради
| ПІБ                              | Основні відомості                                                        | Дата обрання | Дата звільнення |
| -------------------------------- | ------------------------------------------------------------------------ | ------------ | --------------- |
| Лоташ Тетяна Савічна             | Селищний голова, 1958 року народження, член Партії регіонів              | 26.03.2006   | 31.10.2010      |
| Рихальський Леонід Станіславович | Селищний голова, 1951 року народження, освіта вища, член Партії регіонів | 31.10.2010   |                 |

Примітка: таблиця складена за даними джерела